# Dendrogaster tasmaniensis
Dendrogaster tasmaniensis is een kreeftachtigensoort uit de familie van de Dendrogastridae. De wetenschappelijke naam van de soort is voor het eerst geldig gepubliceerd in 1959 door Hickman.